# بن جونز
بن جونز (بالإنجليزية: Ben Jones (Georgia congressman))‏ (و. 1941 – م) هو ممثل، وسياسي، وممثل مسرحي، وممثل تلفزيوني من الولايات المتحدة الأمريكية . ولد في تاربورو، كارولاينا الشمالية . تولى منصب أعضاء مجلس النواب الأمريكي .
وهو عضو في الحزب الديمقراطي الأمريكي .

## روابط خارجية
- بن جونز على موقع IMDb (الإنجليزية)
- بن جونز على موقع ألو سيني (الفرنسية)
- بن جونز على موقع أول موفي (الإنجليزية)
- بن جونز على موقع قاعدة بيانات الأفلام السويدية (السويدية)
- بن جونز على موقع إن إن دي بي (الإنجليزية)
- بن جونز على موقع قاعدة بيانات الفيلم (الإنجليزية)
- بن جونز على موقع كينوبويسك (الروسية)